# Panamint Range
Panamint Range – małe pasmo górskie na północnym skraju pustyni Mojave, w granicach Parku Narodowego Doliny Śmierci, w Hrabstwie Inyo, w Kalifornii. Pasmo rozciąga się z północy na południe przez około 160 km w Hrabstwie Inyo, tworząc zachodnią ścianę Doliny Śmierci i oddzielając ją od Panamint Valley.
Najwyższym szczytem jest Telescope Peak 3368 m n.p.m.